# سندرم میلودیسپلاستیک
سندرم میلودیسپلاستیک (Myelodysplastic Syndromes - MDS) ناهنجاری در تقسیم سلول بنیادی خون بوده از نظر کمی و کیفی در نقصان تولید سلول‌های خونی نقش دارد. MDS در کم‌خونی‌ای که نیاز به تزریق خون مزمن داشته باشد دیده می‌شود. در بیشتر مواقع به دلیل افزایش نارسایی مغز استخوان هر یک از سلول‌های خونی گویچه سرخ، گویچه سفید یا پلاکت دچار کاهش تولید می‌شوند.

## خوشه بندی
دسته‌بندی (French–American–British (FAB برای MDS در سال ۱۳۷۰ انتشار یافت. در دسته‌بندی FAB پنج زیرگروه وجود دارد که توسط خون محیطی و مغز استخوان دسته‌بندی شده‌اند.
سازمان World Health Organization)WHO) در سال ۱۳۸۷ دسته‌بندی جدیدی را بر اساس یافته‌های جدید ژنتیک ارائه کرده‌است.

## نشانه‌ها

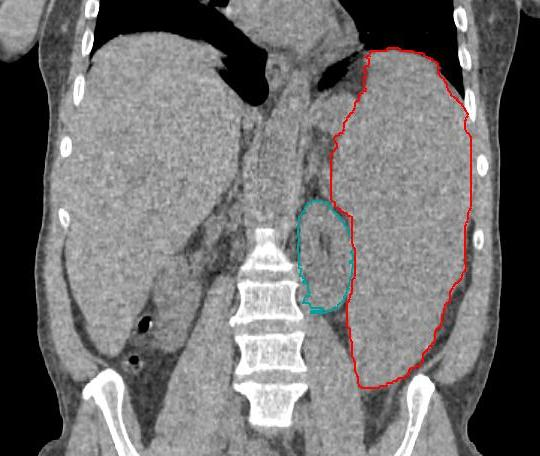
طحال بزرگ شده در اثر سندرم میلودیسپلاستیک؛ طحال قرمز رنگ و کلیه سبز رنگ نشان داده شده‌است.

بیشتر افراد بین ۶۰ تا ۷۵ سال دارند ولی این بیماری در سنین کم‌تر از ۵۰ سال هم دیده شده و در میان کودکان کم‌یاب است. مردان کمی بیشتر از زنان دچار این بیماری می‌شوند. بسیاری از بیماران بدون نشانه هستند و باید از طریق آزمایش خون امکان وجود این بیماری را بررسی کرد.
برخی از نشانه‌ها عبارتند از:
- کم‌خونی، کاهش گویچه سفید تولیدی مغز استخوان و کاهش پلاکت خون
- بزرگ شدن طحال و گه‌گاه بزرگ شدن کبد
- وجود ریزدانه‌های غیرعادی در سلول‌ها، سلول‌های با ابعاد و اشکال غیرعادی
- ناهنجاری‌های کروموزومی دربرگیرنده جابجایی کروموزوم یا تغییر تعداد کروموزوم‌ها

## علت
تشعشعات رادیو اکتیو و بنزن می‌تواند علت این بیماری باشد. شیمی درمانی به مدت چند سال می‌تواند به این بیماری بینجامد. درمان کم‌خونی آپلاستیک اکتسابی با داروهای سرکوب‌گر ایمنی و کم‌خونی فانکنی می‌تواند منجر به MDS شود.
مهمترین فرق میان کم‌خونی آپلاستیک با MDS این است که در MDS سلول‌های خونی غیرعادی یا نابالغ ساخته می‌شوند ولی در کم‌خونی آپلاستیک تولید همهٔ سلول‌های خونی با کاهش شدید روبرو است.

## تشخیص
این بیماری با آزمون‌های زیر قابل تشخیص است:
- آزمایش خون
- آزمایش مغز استخوان
- بررسی کروموزومی
- اندازه‌گیری ابعاد سلول‌ها

## درمان
اقدامات حمایتی مانند تزریق خون و به‌کارگیری داروی اریتروپویتین برای افزایش سلول‌های خونی صورت می‌گیرد.
داروهای زیر مورد تأیید FDA است.
- داروی azacytidine
- داروی Decitabine
- داروی Lenalidomide

درمان با 5-azacytidine و Decitabine فاصله زمانی مورد نیاز برای تزریق خون را افزایش می‌دهد و تبدیل شدن MDS به AML را به تعویق می‌اندازد. داروی Lenalidomide نیز برای 5q- syndrome تأیید شده‌است.
برای بیماران جوان‌تر از چهل سال پیوند مغز استخوان می‌تواند شفابخش باشد.